# Domovoj (film fra 2019)
 For alternative betydninger, se Domovoj. (Se også artikler, som begynder med Domovoj)
Domovoj (russisk: Домовой) er en russisk spillefilm fra 2019 instrueret af Jevgenij Bedarev.

## Medvirkende
- Sergej Tjirkov
- Jekaterina Guseva som Vika
- Aleksandra Politik som Alina
- Olga Ostroumova-Gutshmidt som Fima
- Pavel Derevjanko